# Sal Salvador
Sal Salvador (* 21. November 1925 in Monson, Massachusetts; † 22. September 1999 in Stamford, Connecticut) war ein amerikanischer Jazzgitarrist und Bandleader des Modern Jazz.
Sal Salvador begann seine Profilaufbahn 1945, ging 1949 nach New York, arbeitete mit Terry Gibbs, Mundell Lowe und 1951 mit der Radio City Music Hall Band. 1953–54 spielte er in der Stan Kenton Band; er wirkte an Kentons Album New Concepts of Artistry in Rhythm mit, auf dem er als Solist beim Titel „Inventions for Guitar and Trumpet“ zu hören ist. Ab 1954 leitete Salvador eine eigene Formation, ab 1958 eine Big Band. Er trat beim Jazz Festival in Newport (mit Sonny Stitt) und in dem Festivalfilm Jazz On A Summer's Day auf. Mitte der 1960er Jahre leitete er wieder Ensembles in kleinerer Besetzung. Salvador war außerdem an Plattenaufnahmen mit Eddie Bert, Lenny Hambro und Don Bagley beteiligt. 
In späteren Jahren arbeitete Sal Salvador vorwiegend als Gitarrenlehrer.

## Auswahldiskographie
- Don Bagley Quintet: Jazz on the Rocks (Regent, 1958)
- Newport Jazz Festival 1958 - Mulligan in the Main, enthält einen Titel des Sonny Stitt & Sal Salvador Quintet (Phontastic, 1958)
- Phil Woods: Young Woods (Fresh Sound Records, 1956–57/erschienen 2003)